# Френкель, Даниил Григорьевич
Дании́л Григо́рьевич Фре́нкель (2 сентября (15 сентября) 1906, Киев, Российская империя, ныне Украина — 9 июня 1984, Ленинград, РСФСР) — советский композитор.

## Биография
В детстве обучался игре на рояле. В 1925—1928 годы учился в Одесской консерватории (класс Якова Ткача, фортепиано), а в 1928—1929 годах совершенствовался в фортепианной технике во 2-м Ленинградском музыкальном техникуме у Сергея Алперса. В 1932—1935 годах изучал теорию и композицию у Арсения Гладковского, а в 1936—1938 годах инструментовку у Максимилиана Штейнберга.
В 1922—1924 пианист кинотеатра «Перекоп» в городе Балта. В 1928—1932 пианист Союзкино в Ленинграде. В 1941—1944 годах заведующий музыкальной частью и дирижёр Оренбургского областного драматического театра, в 1945—1947 годах Ленинградского драматического театра им. В. Ф. Комиссаржевской. В 1945—1953 годах — руководитель самодеятельного ансамбля Военно-Морского Флота. Писал романсы на стихи А. С. Пушкина, Е. А. Баратынского, А. А. Блока, Степана Щипачёва; музыку и фильмам.

## Сочинения
- опера «Закон и фараон» (1933, по рассказу О. Генри)
- опера «В ущелье» (1934, по рассказу О. Генри)
- опера «Рассвет» (1937)
- опера «Угрюм-река» (по роману В. Я. Шишкова, 1951, Ленинград; 2-я ред. 1953, там же)
- опера «Диана и Теодоро» (по пьесе «Собака на сене» Лопе де Вега, 1944)
- опера «Бесприданница» (по пьесе А. Н. Островского, 1959, Ленинград)
- опера «Джордано Бруно» (1966),
- опера «Смерть Ивана Грозного» (по драме А. К. Толстого, 1970),
- опера «Сын Рыбакова» (по пьесе В. М. Гусева, 1977, Ленинград);
- балет «Катрин Лефевр» (1960)
- балет «Одиссей» (1967)
- оперетта «Голубая стрекоза» (1948)
- оперетта «Опасный рейс» (1954)
- 3 симфонии (1972, 1974, 1975)
- сюита для оркестра (1937)
- балетная сюита для оркестра (1948)
- 5 симфонических этюдов (1955)
- концерт для фортепиано с оркестром (1954)
- фантазия для фортепиано с оркестром (1971)
- Симфониетта (1934)
- Сюита (1937)
- кантата «Священная война» (1942)
- кантата «Россия» (на стихи А. А. Прокофьева, 1952)
- кантата «В полночь у Мавзолея» (1965)
- кантата «Последнее утро» (1965)
- соната для скрипки и фортепиано (1974)
- 2 струнных квартета (1947, 1949)
- фортепианный квинтет (1947)
- вариации для голоса, виолончели и камерного оркестра (1965)
- «Юношеский альбом» для фортепиано (1937)
- 3 сонаты для фортепиано (1941, 1942-53, 1943-51)
- вариации на цыганские темы для фортепиано (1954)
- Каприччио для фортепиано (1975)
- вокальный цикл «Земля» (на стихи Леонида Первомайского, 1946)